# RP-1

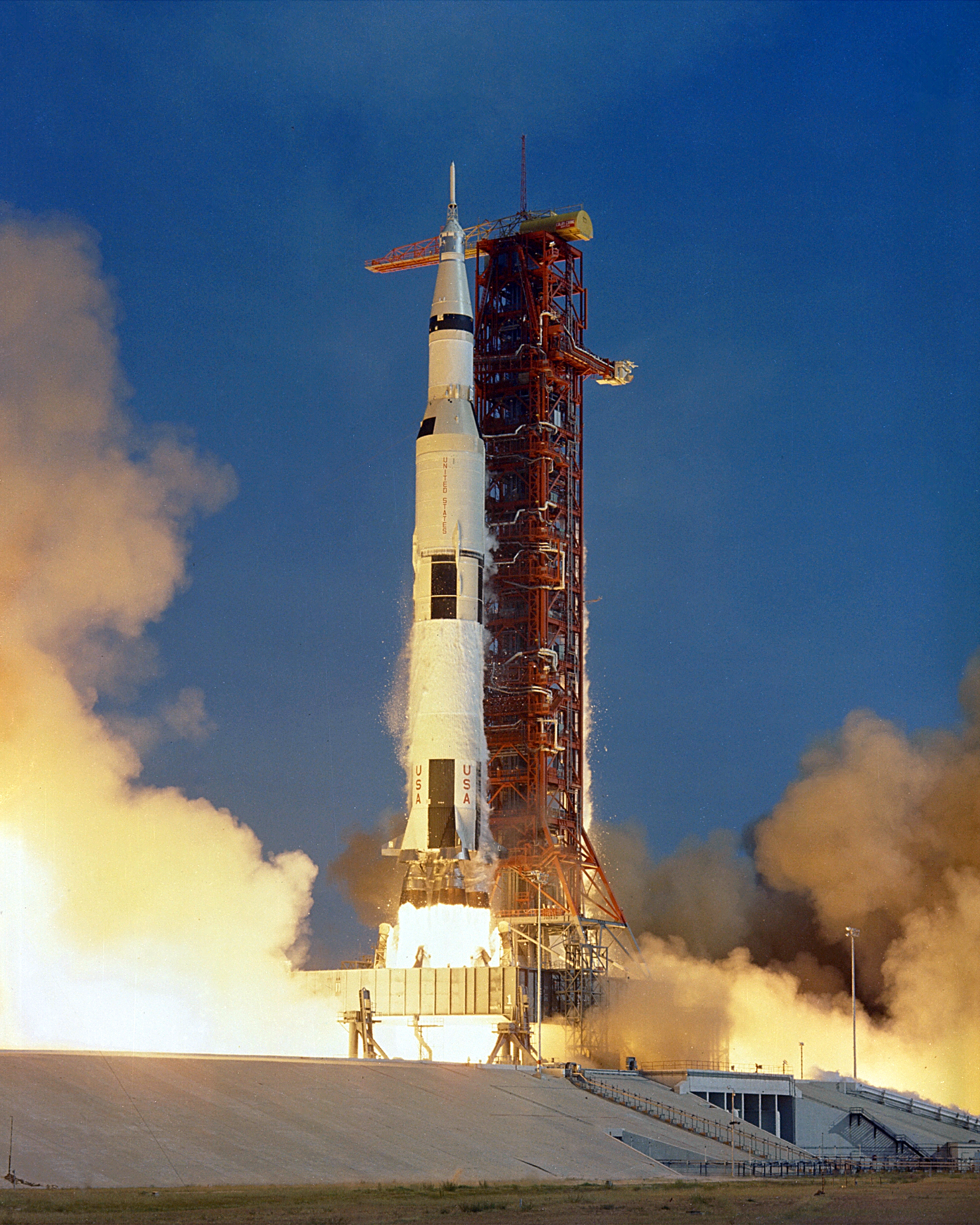
Décollage de la mission Apollo 11, à bord d'un lanceur Saturn V, dont le premier étage fonctionne grâce à du kérosène de grade RP-1

Le RP-1 (anglais : Rocket Propellant 1 ou Refined Petroleum 1) est une forme de kérosène spécialement raffiné en vue d'une utilisation comme carburant liquide stockable pour lanceurs spatiaux. Utilisé avec l'oxygène liquide comme comburant, il forme un propergol liquide moins puissant que l'hydrogène liquide, mais bien plus simple à manipuler, avec une bien meilleure densité énergétique et sans nécessiter de technologies cryogéniques pointues comme avec le LH2. Il est enfin bien moins dangereux que les carburants de type peroxyde d'azote/aérozine 50, qui sont plus toxiques et cancérogènes que le kérosène.
Le développement du RP-1 résulte de la recherche, par les États-Unis, de propergols stockables puissants pour propulser leurs missiles balistiques intercontinentaux dans le cadre de la guerre froide. Les études sont parties de la technologie développée par le IIIe Reich, souvent au mépris de la vie de ses prisonniers de guerre, pour propulser ses avions-fusées Messerschmitt Me 163B (au propergol T-Stoff/C-Stoff) et ses fusées V2 (au propergol A-Stoff/B-Stoff). Ce B-Stoff désignait un mélange d'éthanol dans une fraction d'eau, qui permettait de refroidir le moteur-fusée du V2 en faisant circuler une partie de l'ergol dans le corps du moteur et dans la tuyère avant de l'injecter dans la chambre de combustion.
Cette technique de refroidissement est aujourd'hui généralisée, et a conditionné le développement du RP-1 dans les années 1950 pour remplacer avantageusement l'éthanol des premiers missiles (à l'image du PGM-11 Redstone américain). Les hydrocarbures présentent en effet des difficultés d'application par rapport aux alcools :
- les hydrocarbures naturels contiennent une fraction sulfurée, qui a tendance à former des dépôts de soufre dans les circuits de refroidissement surchauffés du moteur et agit à la fois comme catalyseur de polymérisation et comme agent de réticulation, risquant d'obstruer les conduits ;
- ils contiennent aussi une fraction insaturée qui risque de polymériser sous l'effet de la chaleur dans les circuits de refroidissement et d'y former des dépôts ;
- ils ont enfin tendance à se fractionner en molécules plus petites sous l'effet de la chaleur, ce qui donne des bulles d'hydrocarbures légers dans le liquide circulant dans les circuits, susceptibles de les obstruer lorsqu'elles s'accumulent sur les dépôts de polymères et/ou de soufre.

Le procédé de fabrication du RP-1 commence donc par un raffinage classique en vue de produire du kérosène, qu'on traitera ensuite par désulfuration avant d'en retirer les fractions insaturées (ce qui résout les problèmes de dépôts solides) puis les fractions trop linéaires (ce qui résout les problèmes de fractionnement des molécules en sous-produits légers). Les espèces moléculaires privilégiées sont donc les hydrocarbures saturés en C12 très ramifiés ou polycycliques, ressemblant plus ou moins à des ladderanes.
Le résultat est une substance ayant un point d'éclair élevé (supérieur à 40 °C), ce qui le rend stable et peu dangereux à manipuler, avec une masse volumique d'environ 810 kg/m3 et une impulsion spécifique nominale comprise entre 270 et 360 s avec l'oxygène liquide. Étant peu volatil, le RP-1 doit être pressurisé dans son réservoir par un système dédié, généralement à base d'azote ou d'hélium, ce qui accroît la complexité du dispositif.
Des grades à usage équivalent au RP-1 avaient été développés en URSS et sont toujours en usage en Russie sous le nom de T-1 et de RG-1, avec une densité un peu plus élevée, entre 830 et 850 kg/m3, et même davantage en le réfrigérant suffisamment ; les réservoirs de kérosène du lanceur Soyouz sont d'ailleurs situés entre les réservoirs d'oxygène liquide et d'azote liquide pour le garder au frais.